# Căpâlnița
Căpâlnița (in ungherese Kápolnásfalu) è un comune della Romania di 2 014 abitanti, ubicato nel distretto di Harghita, nella regione storica della Transilvania.
La maggioranza della popolazione (oltre il 98%) è di etnia Székely.

## Nella cultura
Il film del 2007 California Dreamin', del regista rumeno Cristian Nemescu, si svolge principalmente a Căpâlnița.